# Horesidotes cinereus
Horesidotes cinereus är en insektsart som beskrevs av Scudder, S.H. 1899. Horesidotes cinereus ingår i släktet Horesidotes och familjen gräshoppor.

## Underarter
Arten delas in i följande underarter:
- H. c. cinereus
- H. c. saltator